# اوپنهایمر (دهانه)
اوپنهایمر یک دهانه برخوردی در ماه‌ است.

## دهانه‌های اقماری
این دهانه ۶ دهانه اقماری دارد.
| Oppenheimer | عرض جغرافیایی | طول جغرافیایی | قطر          |
| ----------- | ------------- | ------------- | ------------ |
| F           | ۳۴.۷° S       | ۱۶۱.۵° W      | ۳۵.۰ کیلومتر |
| H           | ۳۶.۵° S       | ۱۶۳.۱° W      | ۳۳.۰ کیلومتر |
| R           | ۳۷.۳° S       | ۱۷۰.۴° W      | ۲۶.۰ کیلومتر |
| U           | ۳۴.۳° S       | ۱۶۷.۹° W      | ۳۸.۰ کیلومتر |
| W           | ۳۲.۱° S       | ۱۶۹.۰° W      | ۲۰.۰ کیلومتر |
| V           | ۳۲.۰° S       | ۱۷۲.۷° W      | ۳۲.۰ کیلومتر |